# Liste des villes de Madagascar
| Localisation de Madagascar en Afrique |

| 100 km1:7 969 000 Capitale nationale Capitale régionale Population > 100 000 hab. Population > 10 000 hab. Population < 10 000 hab. |

| Localisation de Madagascar en Afrique |

| 100 km1:7 969 000 Capitale nationale Capitale régionale Population > 100 000 hab. Population > 10 000 hab. Population < 10 000 hab. |

| Localisation de Madagascar en Afrique |

| 100 km1:7 969 000 Capitale nationale Capitale régionale Population > 100 000 hab. Population > 10 000 hab. Population < 10 000 hab. |

| Localisation de Madagascar en Afrique |

| 100 km1:7 969 000 Capitale nationale Capitale régionale Population > 100 000 hab. Population > 10 000 hab. Population < 10 000 hab. |

Cet article contient une liste des villes de Madagascar.
- Haut – A
- B
- C
- D
- E
- F
- G
- H
- I
- J
- K
- L
- M
- N
- O
- P
- Q
- R
- S
- T
- U
- V
- W
- X
- Y
- Z

## A
- Ambalavao
- Ambanja
- Ambilobé
- Ambidifototra
- Amboasary
- Ambovombe
- Ampanihy
- Amparafaravola
- Analalava
- Andapa
- Andevoranto
- Andilamena
- Andoany
- Anjozorobe
- Ankazoabo
- Ankazobe
- Anosibe An'ala
- Antananarivo (fr) Tananarive : capitale, 1,2 million d'habitants (2003 )
- Antalaha
- Antanifotsy
- Antsirabe : chef-lieu de la région de Vakinankaratra, 182 804 habitants (2005).
- Antsiranana (fr) Diego-Suarez : chef-lieu de la province de Diego-Suarez, 105 000 habitants (2008).
- Antsohihy
- Antsohimbondrona

## B
- Bealanana
- Befandriana
- Benjana
- Beloha
- Besalampy
- Betafo
- Betioky
- Betroka

## F
- Farafangana : chef-lieu de la région d'Atsimo-Atsinanana, 24 000 habitants 2005.
- Fenoarivo Atsinanana (fr) Fénérive-Est : chef-lieu de la région d'Analanjirofo.
- Fianarantsoa : chef-lieu de la province de Fianarantsoa, 144 225 habitants (2001).

## I
- Ikongo
- Ihosy
- Isoanala
- Ifanadiana
- Ikalamavony

## K
- Kandreho

## M
- Maevatanana
- Mahajanga (fr) Majunga : chef-lieu de la province de Majunga et de la région de Boeny.
- Mahanoro
- Mahavelona (fr) Foulpointe
- Maintirano : chef-lieu de la région de Melaky, 16 000 habitants (2005).
- Manakara : chef-lieu de la région de Fitovinany.
- Mananjary: chef-lieu de la région de Vatovavy
- Mandritsara
- Maroantsetra
- Mampikony
- Miandrivazo
- Miarinarivo
- Midongy Atsimo
- Mitsinjo
- Moramanga
- Marovoay
- Morondava : chef-lieu de la région de Menabe, 39 895 habitants (2007).
- (Mahamasina)

## N
- Nosy Varika

## P
- Port-Bergé-Vaovao

## S
- Sambava : chef-lieu de la région de Sava, 40 000 habitants (2001).
- Soalala

## T
- Toamasina (fr) Tamatave : chef-lieu de la province de Tamatave, 206 390 habitants (2005).
- Tolanaro (fr) Fort-Dauphin : chef-lieu de la région d'Anosy, 46 000 habitants (2001).
- Toliara (fr) Tuléar : chef-lieu de la province de Tuléar, 114 400 habitants (2007).
- Tsaratanana
- Tsiroanomandidy
- Tsiombe

## V
- Vangaindrano
- Vatomandry
- Vohémar
- Vohipeno
- Vondrozo

## Principales aires urbaines
| Rang | Nom          | Population (est. 2014) |
| ---- | ------------ | ---------------------- |
| 1    | Tananarive   | 2 475 751              |
| 2    | Tamatave     | 300 813                |
| 3    | Antsirabe    | 257 163                |
| 4    | Majunga      | 244 279                |
| 5    | Fianarantsoa | 200 482                |
| 6    | Tuléar       | 170 194                |
| 7    | Ambovombe    | 126 321                |
| 8    | Diego Suarez | 125 103                |

## Principales villes

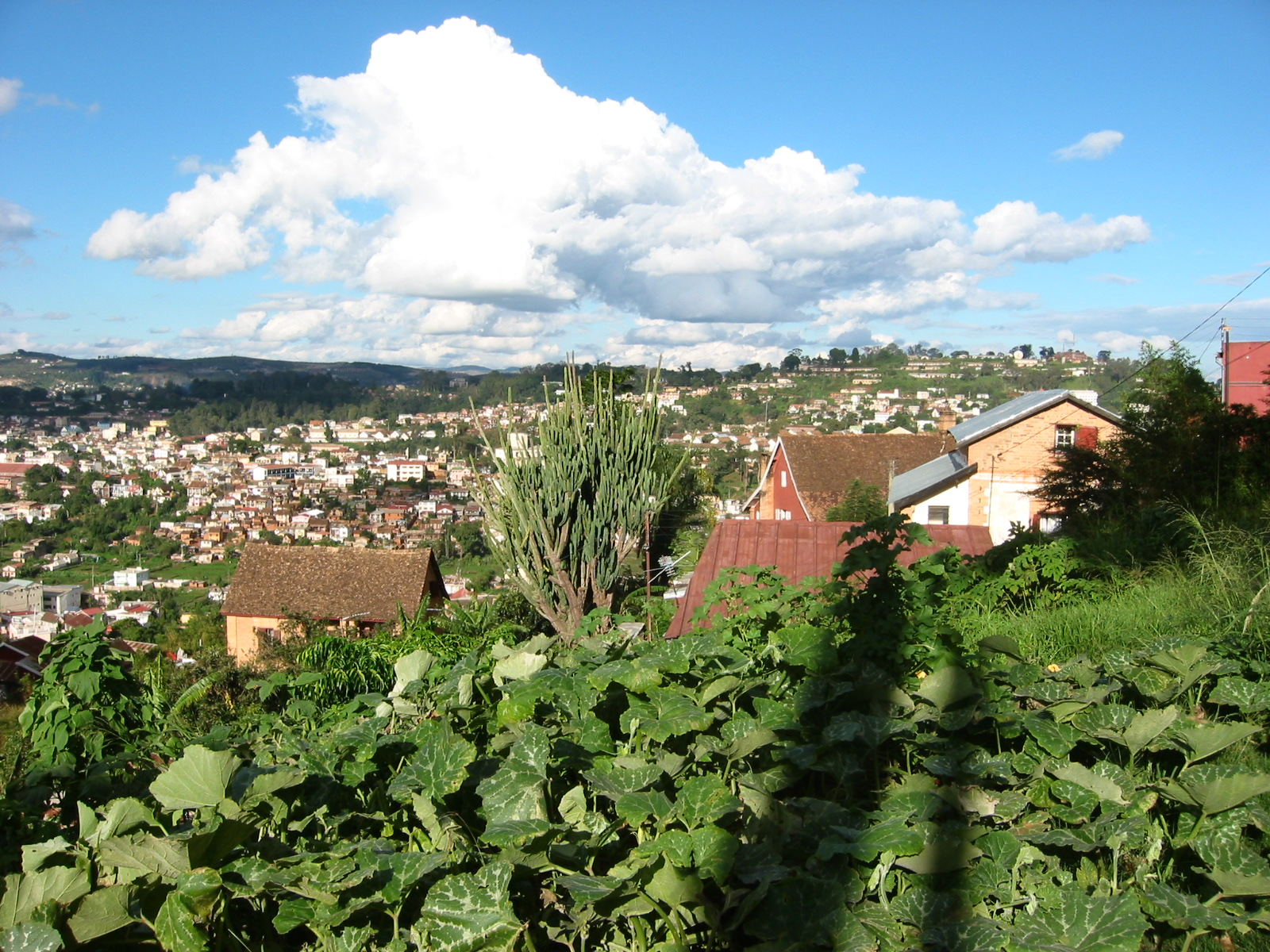
Tananarive, (Antananarivo)

(octobre 2014).
| Statut | Ville             | Population | Population | Population | Province     |
| Statut | Ville             | Cens. 1975 | Cens. 1993 | Cal. 2005  | Province     |
| 1.     | Tananarive        | 451 808    | 1 103 304  | 1 391 506  | Tananarive   |
| 2.     | Tamatave          | 77 395     | 137 782    | 206 390    | Tamatave     |
| 3.     | Antsirabe         | 78 941     | 126 062    | 182 804    | Tananarive   |
| 4.     | Fianarantsoa      | 68 054     | 109 248    | 167 240    | Fianarantsoa |
| 5.     | Majunga           | 65 864     | 106 780    | 154 670    | Majunga      |
| 6.     | Tuléar            | 45 676     | 80 826     | 115 328    | Tuléar       |
| 7.     | Diego-Suarez      | 40 443     | 59 040     | 82 944     | Diego-Suarez |
| 8.     | Antanifotsy       | k.A.       | 46 674     | 70 625     | Tananarive   |
| 9.     | Ambovombe         | k.A.       | 45 427     | 66 818     | Tuléar       |
| 10.    | Amparafaravola    | k.A.       | 33 098     | 51 520     | Tamatave     |
| 11.    | Tôlanaro          | 19 605     | 30 690     | 45 141     | Tuléar       |
| 12.    | Ambatondrazaka    | 18 044     | 27 711     | 43 134     | Tamatave     |
| 13.    | Mananara Nord     | k.A.       | 26 474     | 41 209     | Tamatave     |
| 14.    | Soavinandriana    | k.A.       | 26 734     | 40 453     | Tananarive   |
| 15.    | Mahanoro          | k.A.       | 25 620     | 39 879     | Tamatave     |
| 16.    | Soanierana Ivongo | k.A.       | 25 229     | 39 271     | Tamatave     |
| 17.    | Faratsiho         | k.A.       | 24 824     | 37 563     | Tananarive   |
| 18.    | Nosy Varika       | k.A.       | 26 133     | 37 152     | Fianarantsoa |
| 19.    | Vavatenina        | k.A.       | 23 716     | 36 916     | Tamatave     |
| 20.    | Morondava         | 19 061     | 25 021     | 36 803     | Tuléar       |
| 21.    | Amboasary         | k.A.       | 24 531     | 36 082     | Tuléar       |
| 22.    | Manakara          | 19 768     | 24 970     | 35 499     | Fianarantsoa |
| 23.    | Antalaha          | 17 541     | 23 949     | 34 112     | Diego-Suarez |
| 24.    | Ikongo            | k.A.       | 22 772     | 32 374     | Fianarantsoa |
| 25.    | Manjakandriana    | k.A.       | 21 042     | 31 840     | Tananarive   |
| 26.    | Sambava           | k.A.       | 22 131     | 31 522     | Diego-Suarez |
| 27.    | Fandriana         | k.A.       | 22 113     | 31 437     | Fianarantsoa |
| 28.    | Marovoay          | 20 253     | 20 910     | 31 253     | Majunga      |
| 29.    | Betioky           | k.A.       | 21 145     | 31 102     | Tuléar       |
| 30.    | Ambanja           | 12 258     | 21 498     | 30 621     | Diego-Suarez |
| 31.    | Ambositra         | 16 780     | 21 350     | 30 353     | Fianarantsoa |

## Source
- (de) Cet article est partiellement ou en totalité issu de l’article de Wikipédia en allemand intitulé « Liste der Städte in Madagaskar » (voir la liste des auteurs).